# Alfa Lacertae
Alfa Lacertae (α Lac / 7 Lacertae / HD 213558) es la estrella más brillante en la constelación Lacerta, el lagarto, de magnitud aparente +3,76. Se encuentra a 102 años luz de distancia del sistema solar.
Alfa Lacertae es una estrella blanca de la secuencia principal de tipo espectral A1V con una temperatura superficial de 9200 K. Su luminosidad equivale a la de 27 soles y su radio es el doble del radio solar. De características físicas similares a la conocida Sirio, su menor brillo es consecuencia de la distancia, ya que está unas doce veces más alejada que ésta.
La velocidad de rotación de Alfa Lacertae es de al menos 146 km/s, completando un giro en menos de 17 horas. Con una masa doble que la masa solar se piensa que es una estrella relativamente joven, que hace poco ha iniciado la fusión de hidrógeno entrando en la secuencia principal.
Una estrella de magnitud 12 a 36 segundos de arco no es una compañera real y forma una doble óptica junto a Alfa Lacertae. Es también una estrella blanca (de tipo A5) pero unas 27 veces más distante.